# 汴梁

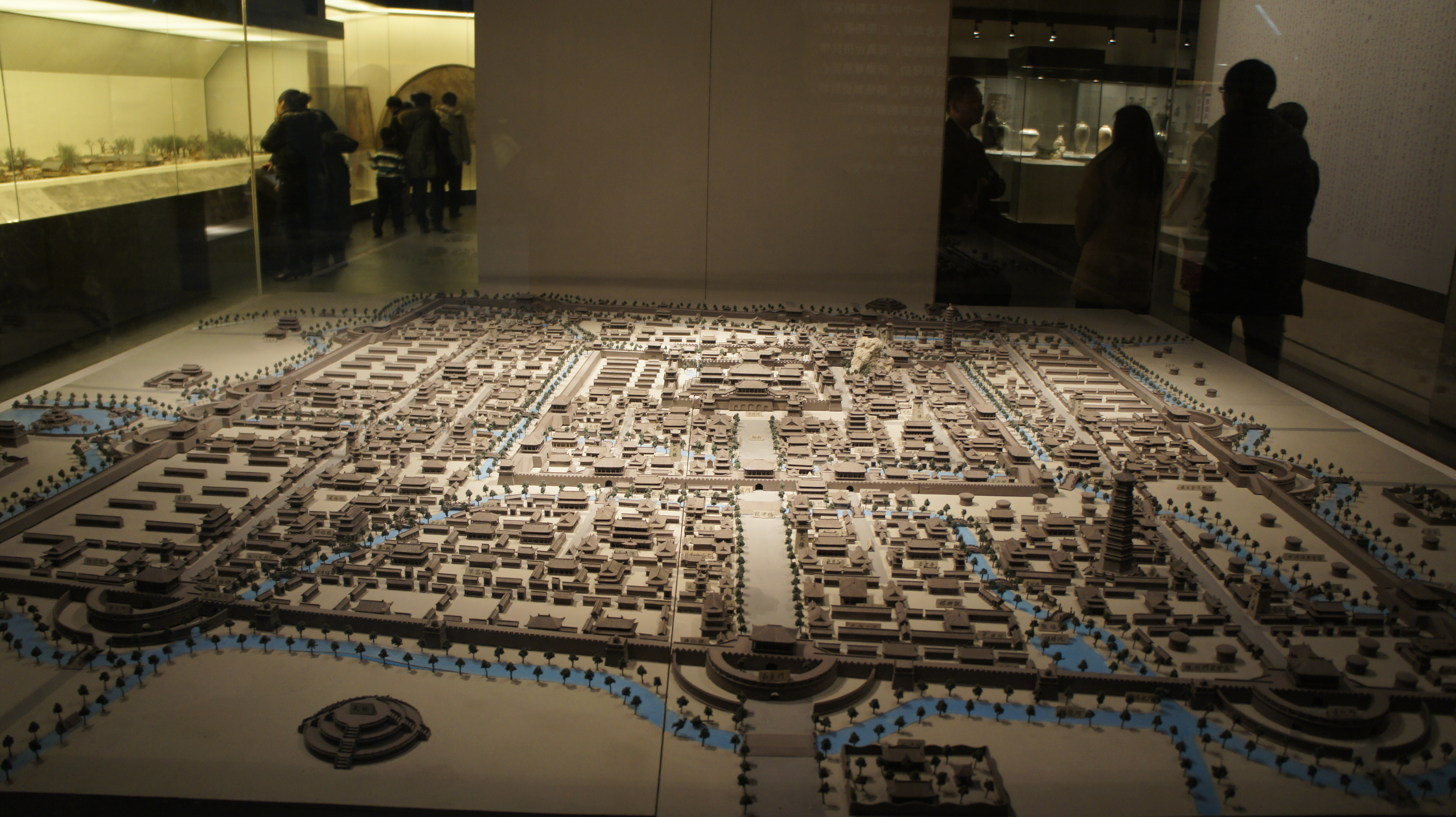
靖康之变前的北宋东京城（模型）。

汴梁指北宋首都东京開封府治所，即「汴京」，现河南省开封市。汴梁多次遭到水灾，现在的开封是在地面6－9米以下北宋东京城遗址上建立的。

## 历史
历史上有多个政权在開封建都，有“开封古城，十朝都会”之说。
传说春秋时期，郑国国君郑庄公命郑邴在今朱仙鎮古城村築了一個城，取名「啟封」，即「啟拓封疆」的意思。
戰國前期，魏文惠王九年（前362年）迁都于此，建“大”城。
漢代避諱漢景帝劉啟，改名「開封」，梁孝王定都於此。
之后于此地建都的中原朝代包括：五代时期的后梁、后晋、后汉、后周。
北宋时开封是首都“东京汴梁”，又称为“汴京”，屬「開封府」所轄，同時亦作為其府治，定都168年，人口过百万，富华甲天下，是開封最輝煌的時期。宋钦宗靖康二年（1127年）金国侵佔北宋后，汴梁颓败残破，但为北宋管辖時期，汴梁是当时世界上最繁华的城市，蔡京等几代宰相用全国之力营造了一个美仑美奐的人间仙境。对比于南宋初年，范成大出使金朝，经过汴梁时，看到“新城内大抵皆墟，至有犁为田处。旧城内麓布肆，皆苟活而已。四望时见楼阁峥嵘，皆旧宫观寺宇，无不颓毁”。
金朝海陵王貞元元年（1153年），海陵王完颜亮迁都到中都大興府，改汴京为“南京开封府”，为金国陪都。正隆六年（1161年）初，完颜亮南下侵宋，曾一度以“南京开封府”为行在。貞祐二年（1214年），金宣宗为避蒙古军的锋芒，迁都“南京開封府”。天興二年（1233年），金哀宗在開封被蒙古军围困的情况下，逃出開封，迁都歸德府。
元惠宗至正年间红巾军首领刘福通定都於此。明太祖洪武年间，朱元璋曾一度把开封定为陪都，又稱“北京”。
自明代至國共內戰國民政府撤守為止，開封都是河南省的省會，直至中華人民共和國成立以後的1954年，才將河南省省會遷至平漢鐵路（京廣鐵路）經過的重鎮鄭州市。

## 行政区划
- 开封府
- 祥符县

## 皇城

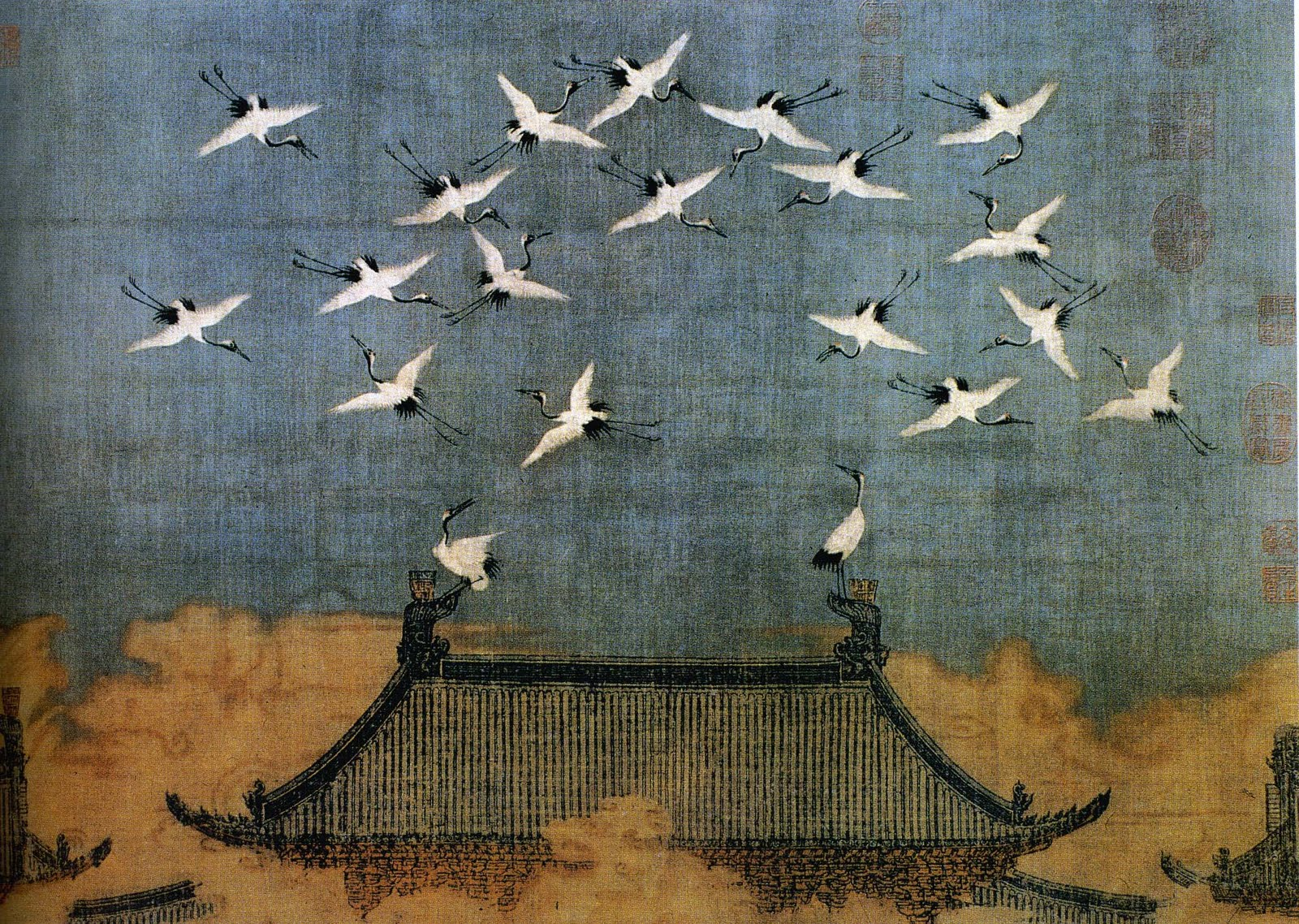
宋徽宗《瑞鹤图》上的城门为宣德门

- 外围门：晨暉门、东华门，右掖门、宣德门、左掖门、西华门、天波门

- 内部门：会通门、宣佑门、左嘉肃门，右嘉肃门、左银台门、右银台门、左长庆门、右长庆门
- 宫殿：宝篆宫、紫宸殿、文德殿、垂拱殿、皇仪殿、集英殿、凝暉殿、大庆殿、东宫、宣德楼（即宣德门）
- 机构：禁中、中书省、门下省、枢密院、秘书省、明堂、太史局
- 三馆（崇文院）：昭文馆（弘文馆）、集贤院、史馆
- 十三阁：秘阁、龙图阁、天章阁、宝文阁、显谟阁、徽猷阁、敷文阁、焕章阁、华文阁、宝谟阁、宝章阁、显文阁
- 其他：内诸司、御厨房、宰执下马

## 内城

### 内城城门
- 景龙门、旧封丘门、曹门、宋门、保康门、朱雀门、郑门、梁门
- 水门：金水门、汴河北岸角门子、蔡河水门、汴河南岸角门子

### 内城街道
东西向：启圣院街、踊路街、东十字大街、小御街(东华门前)、南门大街、界北巷、南北讲堂巷、马行街、杨楼街、东鸡儿巷、西鸡儿巷、绣巷、 旧曹门街、大货行街、小货行街、太庙街、杀猪巷、麦秸巷、录事巷
南北向：西角楼大街、浚仪桥街、报慈寺街、御街、税务街、高头街、小甜水巷、界身巷、第三甜水巷、大辽人使驿路、第二甜水巷、第一甜水巷、赵十万宅路、东榆林巷、枣家子巷、袜豄巷

### 内城机构
- 开封府、御史台、马军衙、东西两阕、西殿前司、西尚书省、都进奏院、大晟府、太常寺、左藏库、东西景灵宫、五寺三监、艮岳（艮岳行云）、都亭驿（大辽使馆）、审计院、太庙

### 内城庙观
- 大相国寺、太平兴国寺、吴起庙、祆庙、报慈寺、长生宫、延宁宫、女道士观、四圣观、观音院、定力院

### 内城住宅
- 天波府（孝严寺）、郑太宰宅（郑居中）、王黼宅、郑皇后宅、李师师家

### 内城商家
- 食肆：曹婆婆肉饼、玉楼包子、高阳正店、任店、状元楼、清风楼、潘楼酒店、孙好手馒头、贾家瓠羹
- 客栈：熙熙楼
- 游乐：象棚、东西教坊、骰子李家
- 商业：鹩儿市、万姓交易、浴室院、車輅院、温州漆器、香药铺、鬼市子、张戴花洗面药、青鱼市内行
- 医药：仇防御药铺、孙殿丞药铺、小儿药铺

## 外城

### 外城城门
- 南面城墙，闢城门三座，水门两座。正中为南薰门，东侧为宣化门和普济水门（蔡河下水门），西侧为安上门（戴楼门）和广利水门（蔡河上水门）
- 东面城墙，闢城门三座，水门三座。正中为朝阳门（新宋门），北侧为含辉门（新曹门）和善利水门（东北水门），南侧为通津门（旁边有东水门）和上善水门
- 西面城墙，闢城门三座，水门三座。正中为开远门（万胜门），旁为大通水门（西水门），北侧为金耀门（固子门）和咸丰水门（西北水门），南侧为顺天门（新郑门）和宣泽水门
- 北面城墙，闢城门四座，水门一座。自西向东依次为永顺水门，卫州门，通天门（新酸枣门），景阳门（新封丘门），永泰门（陈桥门）

### 外城街道
南北向
- 御街

东西向 

### 外城机构
- 太庙
- 都亭西驿（西夏使馆）
- 同文馆（高丽使馆）
- 太学
- 国子监
- 惠民药局（南）

### 外城庙观
- 开宝寺（开封铁塔 ) 、十王宫、万寿观

- 单雄信墓

### 外城住宅
- 蔡京家（蔡相宅）、邓洵武家（邓枢密宅）、高俅家（高殿前宅）、刘廉访宅、张驸马宅、明节皇后宅（宋徽宗之妃刘氏谪居何诉家）

### 外城商家
- 食肆：矾楼
- 客栈：
- 商业：染院

## 水系

### 汴河
- 桥梁（共十三座）：虹桥、顺成仓桥、便桥（东水门里）、下土桥、次曰上土桥（式样和虹桥一样，清明上河图所画实为上土桥或下土桥）、金梁桥、浚仪桥、州桥（？）、相国寺桥、上土桥（式样和虹桥一样，清明上河图所画实为上土桥）、虹桥、相国寺桥、州桥（州桥明月正名天汉桥）、浚仪桥、兴国寺桥（马军衙桥）、太师府桥（蔡相宅前）、金梁桥（金梁晓月）、西浮桥、西水门便桥、横桥（西水门外）

- 水门：东水门、西水门、汴河北岸角门子、汴河南岸角门子
- 州桥的西面设浅船两只，放巨杆铁矛，外加铁索三条，晚上绞上水面，用于防舟船盗窃。

### 五丈河
- 桥梁（共五座）：染院桥、青晖桥、蔡市桥、广备桥、小横桥

### 蔡河
- 桥梁（共十一座）：观桥（陈门里）、宣泰桥、云骑桥、横桥子、高桥、西保康门桥、龙津桥（朱雀门前）、新桥、太平桥（高殿前宅前）、粜麦桥、第一座桥、宜男桥、四里桥（戴楼门外）
- 水门：蔡河水门

### 金水河
- 桥梁（共三座）：白虎桥、横桥、五王宫桥
- 水门：金水门

### 护城河
- 曹门小河子桥（念佛桥）

### 湖泊池塘
- 金明池
- 迎祥池

## 周边地区
- 陈桥驿
- 梁园、繁台（繁塔）

## 汴京八景
（宋朝版）
- 艮岳行云
- 夷山夕照
- 金梁晓月
- 资圣熏风
- 百岗冬雪
- 大河春浪
- 吹台秋雨
- 开宝晨钟